# A tus espaldas
A tus espaldas es una película ecuatoriana del año 2011. La dirección estuvo a cargo de Tito Jara y fue una coproducción entre Ecuador y Venezuela. El filme muestra las dos caras opuestas de la sociedad quiteña, los del norte y los del sur. Dos sociedades distintas las cuales están divididas geográficamente por la estatua de la Virgen del Panecillo. Lo que está al frente de la Virgen es el norte de la ciudad, un sector que no muestra tanta marginación entre clases sociales —media y alta—; y por la parte posterior de la Virgen está el sur de la ciudad, el sector de los marginados —o como se dice en la película «los olvidados por la Virgen»—, la clase baja.Dato curioso:no se sabe con exactitud la cifra real de recaudación de la película.

## Sinopsis
El protagonista Jorge Chicaiza Cisneros, un empleado de un banco, niega sus orígenes humildes y su herencia mestiza. Conoce a una joven colombiana, Greta, con la que comparte el deseo de poseer riqueza sin importar los medios que utilicen para su obtención. 

## Reparto
- Jorge Chicaiza Cisneros o Jordi Lamotta Cisneros: Gabino Torres
- Greta: Jenny Navas
- Yahaira: Lily Alejandra
- Luis Alberto Granada de la Roca: Nicolás Hogan
- Daniel Moral: Juanfer

## Recepción
A tus espaldas se estrenó el 1 de abril de 2011. Durante diez semanas de proyección reunió a 110 mil espectadores. Hasta diciembre del mismo año se vendieron 41 mil discos en formato DVD.